# Asperula naufraga
Asperula naufraga là một loài thực vật có hoa trong họ Thiến thảo.